# Burning the Candle
Burning the Candle er en amerikansk stumfilm fra 1917 af Harry Beaumont.

## Medvirkende
- Henry B. Walthall som James Maxwell.
- Mary Charleson som Molly Carrington.
- Julien Barton.
- Frances Raymond som Mrs. Carrington.
- Thurlow Brewer som Alfred Lewis.